# Raad van Adel
De Raad van Adel is een Belgische adviesraad, in de schoot van het Ministerie van Buitenlandse Zaken.

## Geschiedenis van 1844 tot 1996

### Algemeen
Zoals gedurende het Verenigd Koninkrijk der Nederlanden (artikel 63 van de Grondwet), werd in het Koninkrijk België het bestaan van de adel erkend en in de Grondwet per artikel 75 vastgelegd, doch zonder enige voorrang of voorrecht. Een 'Dienst van de Adel' kwam op 24 juli 1831 tot stand binnen het Ministerie van Buitenlandse Zaken. Na enkele jaren ontstond de noodzaak van een college van deskundigen, die over de verschillende aspecten van het adelsrecht bevoegde raad kon geven. Naar het voorbeeld van de Hoge Raad van Adel in Nederland werd de Belgische Raad van Adel opgericht.
De Raad van Adel (in het Frans: Conseil héraldique) werd ingesteld op 6 februari 1844, als opvolger van de op 26 september 1843 opgerichte Adviescommissie voor het onderzoek van de aanspraken op en de aanvragen tot erkenning van adeldom. De archieven die betrekking hadden op de Belgische adellijke families waren in januari van dat jaar door de Nederlandse Hoge Raad van Adel aan Brussel overgemaakt en door de secretaris-generaal van het Ministerie van Buitenlandse zaken, Emile de T'Serclaes de Wommerson, in ontvangst genomen. 
De Raad hield zich bezig met alle officiële of juridische zaken met betrekking tot de adel. De Franse benaming Conseil héraldique of Heraldische raad was misleidend, omdat de bevoegdheid van dit orgaan beperkt tot de heraldiek die adel aanbelangt. In deze hoedanigheid stelt de Raad de wijzigingen vast van de wapenschilden van de adellijke families.    
De voornaamste activiteit bestond in het adviseren omtrent vragen rond de erkenning en bevestiging van adellijke titels. Tot de oprichting in 1978 van de 'Raadgevende commissie voor de adellijke gunsten', gaf de raad van adel ook advies voor opname in de Belgische adel. Na die datum bleef de Raad nog bevoegd voor het onderzoek van open brieven en wapens.

### Voorzitters
- Etienne de Sauvage (1843 tot 1867)
- Etienne de Gerlache (1867 tot 1871)
- Louis-Prosper Gachard (1871 tot 1885)
- Oscar de T'Serclaes (1886 tot 1888)
- Alphonse de Rasse (1888 tot 1892)
- Louis Powis de Tenbossche (1892 tot 1899)
- Ferdinand de Macar (1900 tot 1910)
- Thierry de Limburg Stirum (1910 tot 1911)
- Camille de Borman (1911 tot 1922)
- Theodore de Renesse (1923 tot 1927)
- Paul Verhaegen (1928 tot 1950)
- Charles Terlinden (1950 tot 1972)
- Bernard de Meester de Ravestein (1972 tot 1983)
- Ferdinand de Jonghe d'Ardoye (1984 tot 1986)
- José Anne de Molina (1986 tot 1989)
- Andrée Scufflaire (1989 tot 1992)
- Henri d'Udekem d'Acoz (1992 tot 1996)

### Koninklijke Besluiten
De essentiële koninklijke besluiten, die de werking van de Raad van Adel beheerd hebben zijn:
- Koninklijk Besluit van 26 september 1843 houdende oprichting van een adviescommissie voor het onderzoek van de aanspraken op en de aanvragen tot erkenning van adeldom, in: Belgisch Staatsblad XX oktober 1843 of in Pasinomie 1843 p. 654
- Koninklijk Besluit van 6 februari 1844 houdende oprichting van de Raad van Adel, in: Belgisch Staatsblad XX februari 1844  of in Pasinomie 1844 p. 57
- Koninklijk Besluit van 31 januari 1978 houdende instelling van de Adviesraad voor het verlenen van adellijke gunsten, in: Belgisch Staatsblad 26 mei 1978.

## Nieuwe Raad van Adel vanaf 1996

### Algemeen
Met het 21 artikels tellende Koninklijk besluit van 27 februari 1996 werd een nieuwe Raad van Adel (in het Frans voortaan Conseil de noblesse) ingesteld, die de opvolging nam van de in 1844 gestichte Raad van Adel - Conseil héraldique. In werkelijkheid was er weinig verschil in doel en werkwijze.
De Raad bleef tot de bevoegdheid behoren van de Minister van Buitenlandse zaken, om hem advies te verstrekken hetzij over verzoeken tot erkenning van adeldom van het oud regime van vóór 1795 of van vreemde herkomst, hetzij over verzoeken tot rehabilitatie van adeldom die reeds vóór 1795 door derogatie verloren was gegaan, hetzij over verzoeken tot wijziging van wapens, ingediend door personen behorende tot de Belgische adel. De raad is gemachtigd opmerkingen te maken over ontwerpen van open brieven of wapens, ten behoeve van de genieters van adellijke gunsten.
De Raad houdt het stamboek van de adel bij en stelt, van iedere persoon die tot de Belgische adel behoort, op diens verzoek, de adellijke staat vast. Hij geeft attesten van adeldom af betreffende de predicaten, de titels en het overgaan ervan.
Hij certificeert het bezit en het gebruik van adellijke wapens.
De raad bestaat uit 8 à 12 leden (door het KB van 1999 teruggebracht tot het vaste getal van 8 leden), voor de helft Franstaligen en voor de helft Nederlandstaligen, en een griffier met adviserende stem. De leden worden voor een termijn van vier jaar benoemd door de koning. De voorzitter wisselt om het jaar, telkens met iemand van de andere taalgroep.

### Koninklijke besluiten
- Koninklijk Besluit van 27 februari 1996 houdende instelling van de Raad van Adel, in: Belgisch Staatsblad 9 maart 1996
- Koninklijk besluit van 16 december 1999 tot wijziging van het koninklijk besluit van 27 februari 1996 houdende instelling van de Raad van Adel, in: Belgisch Staatsblad 29 februari 2000